# کیریل بوروداچف
کیریل بوروداچف (روسی: Кирилл Бородачёв؛ زادهٔ ۲۳ مارس ۲۰۰۰) شمشیرباز اهل روسیه است.